# Ruud Hesp
Ruud Hesp, född 31 oktober 1965 i Bussum, är en nederländsk före detta professionell fotbollsspelare (målvakt) som i slutet på 1990-talet gjorde 100 ligamatcher för FC Barcelona. Med Barcelona vann han två ligatitlar. Hesp slog igenom i nederländska Fortuna Sittard i slutet på 1980-talet och hann även representera Roda JC innan han flyttade till Spanien och Barcelona 1997. Hesp var uttagen i det nederländska fotbollslandslaget i två stora internationella turneringar; EM 1996 och VM 1998 och blev utsedd till Nederländernas bästa målvakt 1989.